# La Rabatelière
La Rabatelière és un municipi francès situat al departament de Vendée i a la regió de País del Loira. L'any 2007 tenia 805 habitants.

## Demografia

### Població
El 2007 la població de fet de La Rabatelière era de 805 persones. Hi havia 324 famílies de les quals 92 eren unipersonals (60 homes vivint sols i 32 dones vivint soles), 100 parelles sense fills, 124 parelles amb fills i 8 famílies monoparentals amb fills.
La població ha evolucionat segons el següent gràfic:
Habitants censats

### Habitatges
El 2007 hi havia 352 habitatges, 332 eren l'habitatge principal de la família, 9 eren segones residències i 11 estaven desocupats. 340 eren cases i 10 eren apartaments. Dels 332 habitatges principals, 258 estaven ocupats pels seus propietaris, 71 estaven llogats i ocupats pels llogaters i 3 estaven cedits a títol gratuït; 3 tenien una cambra, 14 en tenien dues, 36 en tenien tres, 82 en tenien quatre i 197 en tenien cinc o més. 275 habitatges disposaven pel capbaix d'una plaça de pàrquing. A 132 habitatges hi havia un automòbil i a 187 n'hi havia dos o més.

### Piràmide de població
La piràmide de població per edats i sexe el 2009 era:
| Homes | Edats   | Dones |
| ----- | ------- | ----- |
| 0     | 95 o +  | 0     |
| 0     | 90 a 94 | 2     |
| 1     | 85 a 89 | 5     |
| 5     | 80 a 84 | 4     |
| 7     | 75 a 79 | 7     |
| 13    | 70 a 74 | 20    |
| 19    | 65 a 69 | 20    |
| 20    | 60 a 64 | 25    |
| 16    | 55 a 59 | 14    |
| 22    | 50 a 54 | 18    |
| 21    | 45 a 49 | 17    |
| 38    | 40 a 44 | 23    |
| 31    | 35 a 39 | 34    |
| 33    | 30 a 34 | 20    |
| 21    | 25 a 29 | 25    |
| 21    | 20 a 24 | 16    |
| 26    | 15 a 19 | 32    |
| 18    | 10 a 14 | 22    |
| 22    | 5 a 9   | 12    |
| 15    | 0 a 4   | 24    |

## Economia
El 2007 la població en edat de treballar era de 512 persones, 429 eren actives i 83 eren inactives. De les 429 persones actives 413 estaven ocupades (228 homes i 185 dones) i 16 estaven aturades (6 homes i 10 dones). De les 83 persones inactives 40 estaven jubilades, 26 estaven estudiant i 17 estaven classificades com a «altres inactius».

### Ingressos
El 2009 a La Rabatelière hi havia 339 unitats fiscals que integraven 863 persones, la mediana anual d'ingressos fiscals per persona era de 17.382 €.

### Activitats econòmiques
Dels 32 establiments que hi havia el 2007, 1 era d'una empresa alimentària, 3 d'empreses de fabricació d'altres productes industrials, 10 d'empreses de construcció, 5 d'empreses de comerç i reparació d'automòbils, 2 d'empreses d'hostatgeria i restauració, 4 d'empreses financeres, 6 d'empreses de serveis i 1 d'una empresa classificada com a «altres activitats de serveis».
Dels 9 establiments de servei als particulars que hi havia el 2009, 2 eren tallers de reparació d'automòbils i de material agrícola, 2 paletes, 2 fusteries, 1 lampisteria, 1 electricista i 1 restaurant.
L'únic establiment comercial que hi havia el 2009 era una fleca.
L'any 2000 a La Rabatelière hi havia 23 explotacions agrícoles que ocupaven un total de 754 hectàrees.

## Equipaments sanitaris i escolars
El 2009 hi havia una escola elemental.

## Poblacions més properes
El següent diagrama mostra les poblacions més properes.